# (13131) Palmyra
(13131) Palmyra ist ein Asteroid des Hauptgürtels, der am 12. August 1994 vom belgischen Astronomen Eric Walter Elst am La-Silla-Observatorium (IAU-Code 809) der Europäischen Südsternwarte in Chile entdeckt wurde.
Der Asteroid wurde am 29. August 2015 nach der antiken Oasenstadt Palmyra im heutigen Gouvernement Homs in Syrien Aleppo im Norden Syriens benannt, die seit 1980 zum UNESCO-Weltkulturerbe gehört.
Der Himmelskörper ist Teil der Astraea-Familie, einer Gruppe von Asteroiden, die nach (5) Astraea benannt ist.